# Triumph 2000

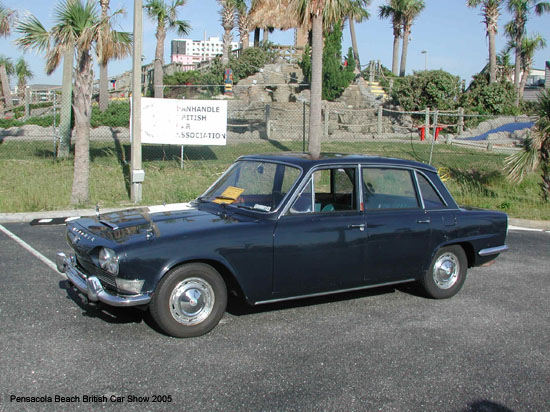
Triumph 2000 Mark I

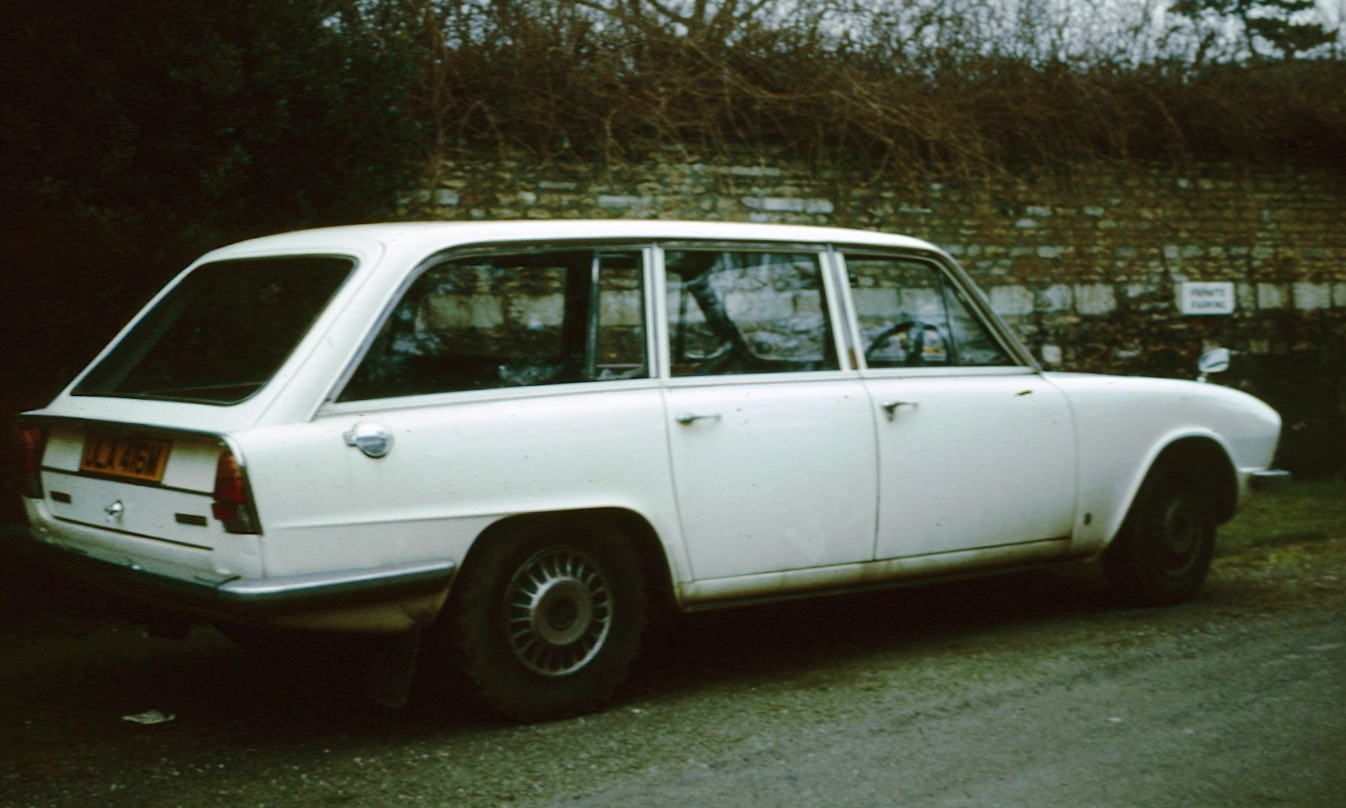
Triumph 2000 Mark II Kombi; der Umbau erfolgte bei Carbodies

Der Triumph 2000 war ein Pkw der oberen Mittelklasse, den die Triumph Motor Company von 1963 bis 1977 in Coventry herstellte. Mit dem 2000 konkurrierte Triumph gegen den Rover 2000.

## Technische Merkmale
Der Triumph 2000 war mit dem gleichen Sechszylinder-Reihenmotor ausgestattet, der ab 1961 zuerst im Standard Vanguard verwendet worden war. Der Motor mit 1998 cm³ Hubraum leistete 90 bhp (66 kW) bei 5000 min−1. Die Motorkraft wurde über ein manuell zu schaltendes Vierganggetriebe (auf Wunsch mit Overdrive oder auch eine Dreistufenautomatik) an die Hinterräder weitergeleitet.
Alle Räder waren einzeln aufgehängt mit Schraubenfedern, wobei vorne Quer- und hinten Schräglenker verwendet wurde. Vorne waren Scheiben-, hinten Trommelbremsen eingebaut, die von einem Bremskraftverstärker unterstützt wurden. Die hinteren Baugruppen waren an einem Hilfsrahmen aufgehängt, die Komponenten vorn befanden sich an der Rahmen-Bodengruppe des Fahrzeugs. Der Wendekreis betrug lediglich 9,5 m. Der Kofferraum fasste 410 Liter.

## Triumph 2000 Mark I/2.5 PI Mark I; „Barb“
Der „Mark I“ wurde von 1963 bis 1969 hergestellt; eine wesentlich von Giovanni Michelotti überarbeitete Variante kam als 1970er-Modell heraus. Dieses gab es als Limousine und Kombi. Der 1965 herausgebrachte Kombi, dessen Karosserie teilweise bei Carbodies gefertigt wurde, war in der Mark I-Version genau so lang wie die Limousine.
1968 kam der 2.5 PI Mark I heraus. Er hatte 2498 cm³ Hubraum, leistete 132 bhp (97 kW) bei 5.450 min−1 und war mit einem mechanischen Einspritzsystem von Lucas ausgestattet. Die Fahrleistungen waren sehr gut, aber die PI-Modelle (ebenso wie der TR6) erwarben sich einen Ruf der Unzuverlässigkeit und den eines zu hohen Benzinverbrauchs.
In Australien gab es bei diesem Modell Probleme mit der elektrischen Benzinpumpe: sie wurde im Sommer regelmäßig zu warm, was zu Dampfblasen und zum Absterben des Motors führte, bis die Pumpe wieder abgekühlt war. Die Gründe lagen einerseits im hohen Einspritzdruck (über 7,6 bar), anderseits darin, dass deren Antriebsmotor ursprünglich ein Scheibenwischermotor war. Daher hatte die Pumpe bei mittleren und hohen Außentemperaturen Schwierigkeiten mit den hohen Druckständen. Da der 2.5 PI relativ kurz vor der Einstellung des Mark I eingeführt wurde, gibt es nicht mehr viele PI in dieser Ausführung.
Vom 2000 Mk. I entstanden 120.645 Exemplare, vom 2.5 PI Mk. I nur 9.029 Stück.

## Triumph 2000 Mark II/2.5 PI Mark II/2500 TC/2500 S; „Innsbruck“
Im Oktober 1969 wurde der Mark II im Stil des Stag herausgebracht. Es gab das Basismodell 2000, aber die Stars der Serie waren der 2500 TC und der 2.5 PI. Außer dem PI hatten diese Modelle doppelte Stromberg- oder SU-Vergaser, was sich schon an der Bezeichnung „TC“ (Twin Carburettors, dt.: Doppelvergaser) zeigte. Ab Juni 1975 ersetzte das Modell 2500 S mit 14″-Rädern und Stabilisator den 2.5 PI, der schon zwei Monate vorher aus den Schaufenstern der Händler verschwunden war. Dies bedeutete das Ende für den Einspritzmotor in dieser Modellreihe. Dem 2500 S mit Doppelvergaser aber wurden bessere Beschleunigungswerte nachgesagt und er war etwas billiger als der 2.5 PI. Die neue Version war in einigen Details verbessert; am auffälligsten aber war die bessere Straßenlage, die auf die Veränderungen am Fahrwerk, insbesondere die neuen Stabilisatoren, zurückzuführen war.
Der Kombi des Mark II war 125 mm kürzer als die Limousine, da der hintere Teil seiner Karosserie ohne Veränderung vom Mark I übernommen wurde.
Der Mark II, der letzte große Wagen von Triumph, lief 1977 aus und wurde durch den Rover SD1, ein neues British-Leyland-Modell der oberen Mittelklasse, ersetzt. Die Sechszylinderversionen 2300 und 2600 des neuen Rover wurden immer noch von Motoren angetrieben, die von denen des Triumph 2000 abgeleitet waren. Einige Triumph 2000 wurden noch 1979 in Neuseeland neu zugelassen. Sir Robert Muldoon, damals Premierminister von Neuseeland, besaß privat einen 2500 S, mit dem er auch zur Arbeit fuhr.
Vom 2000 Mk. II entstanden 104.580 Stück, der 2.5 PI Mk. II wurde 49.742-mal gebaut. Die Modelle 2500 TC und 2500 S entstanden in 32.492, bzw. 8.164, Exemplaren.